# Zamastoczcza (rejon orszański)
Zamastoczcza (biał. Замасточча; ros. Замосточье, Zamostoczje) – wieś na Białorusi, w obwodzie witebskim, w rejonie orszańskim, w sielsowiecie Wysokaje, nad jeziorem Dziewinskaje.